# Clasificación para la Eurocopa de fútbol sala de 1996
La Ronda de Clasificación para el Campeonato Europeo de Fútbol Sala de la UEFA de 1996 tuvo lugar entre el 23 y el 28 de octubre de 1995. Los países anfitriones fueron Bélgica, Holanda e Italia.

## Equipos participantes
Fue la primera edición de este campeonato europeo regulado de los equipos nacionales de fútbol sala.

18 equipos miembros de la UEFA se inscribieron para participar en el torneo. De ellos, 6 se clasificaron para participar en la Fase Final.

En la Ronda de Clasificación los 17 equipos se distribuyeron en 1 grupo de 5 equipos y 2 grupos de 6 equipos  y de ellos los vencedores de cada grupo y los 2 mejores segundos clasificados pasaron a jugar la Fase Final.

La selección de España como representante del país anfitrión quedó clasificada directamente para la Fase Final.

Los países participantes en la Ronda de Clasificación fueron:
| Azerbaiyán | Bélgica | Bielorrusia | Croacia | Eslovaquia | Eslovenia |  |
| 1 Rauf Guseynov 2 Fikret Guseynov 3 Nasimi Nuriev 4 Ibrahim Gasanov 5 Nurradin Eyniev 6 Ilgar Aslanov 7 Natig Mammadkarimov 8 Allakhverdi Babaev 9 Baba Askerov 10 Makhir Eyniev 12 Eldaniz Iakoubov 13 Rufat Mamedov (?) 16 Samir Mamedov (?-) Ent. Agarza Rzaev | 1 Philippe Marche 2 Youssef El Guir 3 Bart Michiels 4 Michel Cauberghs 5 Tim Vergauwen 6 Pascal Delree 7 Ivan Hechtermans 8 Kris Gielens 9 Stefan Goossens 10 Abdelhafid El Guir 11 Herman Beyers 12 Geert Buve Ent. Damien Knabben | 1 Serguei Kunitsa 2 Serguei Motuz 3 Serguei Romanovski 4 Evgueni Pichtchalo 5 Nikolai Voitekhovsky 6 Serguei Kostusev 7 Vladimir Saniuk 8 Aleksandr Savintsev 9 Vladimir Levus 10 Igor Baskakov 11 Timur Oliyarov 12 Serguei Yevmenkov (?) 16 Serguei Yevmenkov (?-) Ent. Serguei Pyshnik | 1 Mario Svigir 2 Dubravko Cavka 3 Mico Martic 4 Stjepan Pavlic 5 Dusan Popovski 6 Mijo Rimac 7 Zdravko Mavrovic 8 Damir Katovcic 9 Josip Palic 10 Vojko Kliskic 11 Alen Delpont 12 Josip Gorican Ent. Boris Durlen | 1 Ladislav Szakál 2 Ján Ivan 3 Dusan Marcan 4 Imrich Bohumel 5 Jozef Strecok 6 Milan Becka 7 Miroslav Galko 8 Peter Brunácky 9 Richard Hamsik 10 Vladimir Nemeckaj 11 Milan Zolák 22 Miroslav Janitor Ent. Vladimir Kyska | 1 Vojko Majcen 2 Darko Daljevic 3 Bozidar Fele 4 Boro Ristevski 5 Zoran Tesko 6 Albin Bratun 7 Robert Zickero 8 Aleksander Brunsek 9 Janko Dolenc 10 Damjan Drole 11 Beno Coz 12 Marko Pungartnik Ent. Dusan Razborsek |  |

| Georgia | Países Bajos | Hungría | Italia | Moldavia | Polonia |  |
| 1 Shalva Davitashvili 2 Nick Kbiladze 3 Kakhaber Daushvili 4 Revaz Alexdze 5 David Tavartkiladze 6 Peter Tsaava 7 Aleksandr Sarkisian 8 Gia Dzhangavadze 9 Andro Mizandari 10 Goderdzi Natroshvili 11 George Anasashvili 12 Mamuka Pantsulaia Ent. Guram Durglishvili | 1 Michel Wentzel 2 Eric Merk 3 Hendrikus Lettinck 4 Hendrik Leatemia 5 Johannes Ludwig 6 Hjalmar Hoekema 7 Jerrel Tuinfort 8 Anouk Roest 9 Edwin Grünholz 10 John De Bever 11 John Keur 12 Lambert Kok (?) 16 Lambert Kok (?-) Ent. Ron Groenewoud | 1 Gábor Zay 5 Zoltán Gyóri 6 Zsolt Bücs 7 Károly Tóth 8 András Juhász 9 Gábor Bodrogi 10 Ferenc Kénoszt 11 László Pribéli 12 Endre Nagy 13 Józsek Kis 15 István Jávor 16 Ferenc Szekula Ent. Imre Ritter | 1 Francesco Paolo Fradella 2 Massimiliano Mannino 3 Salvatore Zaffiro 4 Ivano Roma 5 Gianni Faiola 6 Andrea Fama 7 Massimo Quattrini 8 Alfredo Esposito 9 Massimo Riscino 10 Gabriele Caleca 11 Andrea Rubei 12 Massimo Rinaldi Ent. Carlo Facchin | 1 Alexandre Mikhailenko 2 Iouri Kokhanenko 3 Alexandre Orekhov 4 Igor Mikhailenko 5 Viacheslav Bourlatchenko 6 Serguei Erofeev 7 Vassili Pastika 8 Vladimir Bogatikov 9 Alexandru Cotlear 10 Vassili Dominika 11 Vladimir Osipov 12 Guennadi Tsaran (?) 16 Guennadi Tsaran (?-) Ent. Pavel Antonov | 1 Kazimierz Kucharski 2 Krzysztof Kuchciak 3 Dariusz Kaluza (?) 4 Tomasz Ciastko 5 Marek Michalak 6 Andrzej Antos 7 Miroslaw Rypel 8 Radoslaw Gradowski 9 Dariusz Kaluza (?-) 10 Zbigniew Pawela 11 Pawel Marek 12 Dariusz Mikulski 13 Grzegorz Pniewski Ent. Roman Sowinski |  |

| Portugal | República Checa | Rusia | Ucrania | Yugoslavia |  |  |
| 1 José Manuel Belo Fonseca 2 Paulo Jorge Ribeiro Magalhaes 3 António Paulo Oliveira Mendes 4 Manuel Jorge Neves Freitas 5 Lhé 6 Vitor Manuel Da Silva Marques 7 Manuel Jesus Azevedo 8 Pedro Miguel Farinha Antunes 9 Rui Mario Malheiro De Meireles 10 Rui Carlos Semiao Figueiredo 11 Paulo Jorge Ferreira Mota 12 José Camilo Bessa Da Silva Ent. Orlando Francisco Alves Duarte | 1 Ota Stejskal 2 Marcel Rodek 3 Pavel Postava 4 Jaroslav Smetana 5 Oldrich Striz 6 Vlastimil Bartosek 7 Václav Wimbersky 8 Jan Horacek 9 Zdenek Volf 10 Tomás Neumann 11 Zbynek Mares 22 Karel Krakovcik Ent. Josef Konta | 1 Oleg Denisov 2 Konstantin Eremenko 3 Valeri Lennikov 4 Alexander Verizhnikov 5 Temur Alekberov 6 Nail Zakerov 7 Vadim Iachine 8 Dmitri Gorine 9 Alexei Kisselev 10 Arkadiy Belyy 11 Mikhail Kochtcheev 12 Ilya Samokhin Ent. Semen Andreev | 1 Igor Lichouk 2 Serhiy Usakovskyy 3 Yuriy Usakovskyy 5 Taras Vonyarkha 6 Yuriy Mirgorodski 7 Oleg Solodovnyk 8 Olexandr Kosenko 9 Olexandr Moskalyuk 10 Serhiy Fedorenko 11 Igor Moskvychov 12 Oleg Zozulya En . 1 Igor Lichouk Genn diy Lysenchuk | 1 Ljubisa Randjelovic 2 Marjan Gajic 3 Dusan Djuricic 4 Zeljko Dragoljevic 5 Miodrag Petrika 6 Vojkan Vukmirovic 7 Zoran Novakovic 8 Velimir Andrejic 9 Aca Kovacevic 10 Zoran Przulj 11 Andrija Vujovic 12 Vanja Delic Ent. Lajos Kokai |  |  |

## Organización

### Sedes
El torneo se disputó en las ciudades de:
| Grupo | País         | Ciudad                                   | Pabellón                                                             | Capacidad |
| A     | Países Bajos | Goirle Dronten Zeist Enschede Bolduque   | De Haspel 't Dok KNVB Sportcentrum Pathmoshal Sportcentrum Maaspoort |           |
| B     | Italia       | Turín                                    | Palavela                                                             |           |
| C     | Bélgica      | Deurne Gante Pepinster Hasselt Charleroi | Arenahal Tolhuis Paire De Alverberg La Garenne                       |           |

## Resultados
(Entre el 23 y el 28 de octubre de 1995)

### Grupo A
| Equipo          | Pts | PJ | PG | PE | PP | GF | GC | Dif |
| --------------- | --- | -- | -- | -- | -- | -- | -- | --- |
| Países Bajos    | 13  | 5  | 4  | 1  | 0  | 21 | 13 | 8   |
| Croacia         | 12  | 5  | 4  | 0  | 1  | 28 | 19 | 9   |
| Eslovaquia      | 8   | 5  | 2  | 2  | 1  | 12 | 11 | 1   |
| Polonia         | 4   | 5  | 1  | 1  | 3  | 12 | 16 | -4  |
| República Checa | 3   | 5  | 1  | 0  | 4  | 22 | 23 | -1  |
| Azerbaiyán      | 3   | 5  | 1  | 0  | 4  | 12 | 25 | -13 |

#### Resultados
| Jornada 1; Lunes, 23 de octubre de 1995 17:00 UTC+1 | Eslovaquia                              | 2-5     | Croacia | De Haspel, Goirle (Holanda) | |
|                                                     | Milan Zolák 17'04 · Jozef Strecok 21'06 | Reporte | 02'01, 11'03 Josip Palic · 05'02 Zdravko Mavrovic · 18'05 Mico Martic · 39'07 Stjepan Pavlic · 23'00' Josip Palic | Árbitro(s): Primer árbitro: Amand Ancion (BEL) Segundo árbitro: Joaquim José Bento Marqués (POR) Tercer árbitro: Mika Peltola (FIN) Mesa: Delegado UEFA: Ferdinand Marschall (AUT) | Árbitro(s): Primer árbitro: Amand Ancion (BEL) Segundo árbitro: Joaquim José Bento Marqués (POR) Tercer árbitro: Mika Peltola (FIN) Mesa: Delegado UEFA: Ferdinand Marschall (AUT) |

| Jornada 1; Lunes, 23 de octubre de 1995 19:00 UTC+1 | República Checa                                                                                          | 4-7     | Holanda | De Haspel, Goirle (Países Bajos) | |
|                                                     | Marcel Rodek 17'03 · Zdenek Volf 25'06 · Zbynek Mares 27'08 · Tomás Neumann 29'10 · Tomás Neumann 32'00' | Reporte | 14'01, 18'04, 23'05 Johannes Ludwig · 15'02 (p.p.) Oldrich Striz · 26'07 Edwin Grünholz · 28'09 Hjalmar Hoekema · 32'11 Hendrikus Lettinck | Árbitro(s): Primer árbitro: Nikolay Levnikov (RUS) Segundo árbitro: Vladimir Antonov (MDA) Tercer árbitro: Amand Ancion (BEL) Mesa: Delegado UEFA: Emilio Soriano Aladrén (ESP) | Árbitro(s): Primer árbitro: Nikolay Levnikov (RUS) Segundo árbitro: Vladimir Antonov (MDA) Tercer árbitro: Amand Ancion (BEL) Mesa: Delegado UEFA: Emilio Soriano Aladrén (ESP) |

| Jornada 1; Lunes, 23 de octubre de 1995 21:00 UTC+1 | Azerbaiyán                                                                                    | 6-4     | Polonia | De Haspel, Goirle (Países Bajos) | |
|                                                     | Baba Askerov (p.) 15'02 · Makhir Eyniev 23'05, 35'06, 36'08, 39'10 · Allakhverdi Babaev 37'09 | Reporte | 13'01, 17'03 Dariusz Kaluza · 18'04 Miroslaw Rypel · 35'07 Marek Michalak · 14'00' Krzysztof Kuchciak · 36'00' Marek Michalak | Árbitro(s): Primer árbitro: Mika Peltola (FIN) Segundo árbitro: Amand Ancion (BEL) Tercer árbitro: Nikolay Levnikov (RUS) Mesa: Delegado UEFA: Sándor Berzi (HUN) | Árbitro(s): Primer árbitro: Mika Peltola (FIN) Segundo árbitro: Amand Ancion (BEL) Tercer árbitro: Nikolay Levnikov (RUS) Mesa: Delegado UEFA: Sándor Berzi (HUN) |

| Jornada 2; Martes, 24 de octubre de 1995 17:00 UTC+1 | Croacia | 6-4     | República Checa                                                                                                   | t Dok, Dronten (Países Bajos) | |
|                                                      | Mico Martic 05'01, 27'03, 35'06, 39'09 · Zdravko Mavrovic 11'02 · Stjepan Pavlic 37'07 · Stjepan Pavlic 13'00' · Dusan Popovski 21'00' · Dubravko Cavka 25'00' | Reporte | 38'08 Marcel Rodek · 33'04 Zbynek Mares · 34'05, 39'10 Tomás Neumann · 14'00' Marcel Rodek · 14'00' Oldrich Striz | Árbitro(s): Primer árbitro: Mika Peltola (FIN) Segundo árbitro: Amand Ancion (BEL) Tercer árbitro: Nikolay Levnikov (RUS) Mesa: Delegado UEFA: Sándor Berzi (HUN) | Árbitro(s): Primer árbitro: Mika Peltola (FIN) Segundo árbitro: Amand Ancion (BEL) Tercer árbitro: Nikolay Levnikov (RUS) Mesa: Delegado UEFA: Sándor Berzi (HUN) |

| Jornada 2; Martes, 24 de octubre de 1995 19:00 UTC+1 | Holanda                                                                   | 3-1     | Azerbaiyán               | t Dok, Dronten (Países Bajos) | |
|                                                      | Johannes Ludwig 17'01, 28'03 · Hjalmar Hoekema 23'02 · Anouk Roest 38'00' | Reporte | 29'04 Allakhverdi Babaev | Árbitro(s): Primer árbitro: Joaquim Jose Bento Marqués (POR) Segundo árbitro: Charles Schaack (LUX) Tercer árbitro: Mika Peltola (FIN) Mesa: Delegado UEFA: Ferdinand Marschall (AUT) | Árbitro(s): Primer árbitro: Joaquim Jose Bento Marqués (POR) Segundo árbitro: Charles Schaack (LUX) Tercer árbitro: Mika Peltola (FIN) Mesa: Delegado UEFA: Ferdinand Marschall (AUT) |

| Jornada 2; Martes, 24 de octubre de 1995 21:00 UTC+1 | Polonia | 0-0     | Eslovaquia | t Dok, Dronten (Países Bajos) | |
|                                                      |         | Reporte |            | Árbitro(s): Primer árbitro: Vladimir Antonov (MDA) Segundo árbitro: Joaquim José Bento Marqués (POR) Tercer árbitro: Charles Schaack (LUX) Mesa: Delegado UEFA: Emilio Soriano Aladrén (ESP) | Árbitro(s): Primer árbitro: Vladimir Antonov (MDA) Segundo árbitro: Joaquim José Bento Marqués (POR) Tercer árbitro: Charles Schaack (LUX) Mesa: Delegado UEFA: Emilio Soriano Aladrén (ESP) |

| Jornada 3; Miércoles, 25 de octubre de 1995 17:00 UTC+1 | Eslovaquia                                                 | 5-3     | República Checa                                                                            | KNVB Sportcentrum, Zeist (Países Bajos) | |
|                                                         | Ján Ivan 17'01, 36'07 · Peter Brunácky 21'02, 31'04, 33'05 | Reporte | 31'03, 38'08 Jan Horacek · 34'06 Zdenek Volf · 21'00' Tomás Neumann · 26'00' Oldrich Striz | Árbitro(s): Primer árbitro: Vladimir Antonov (MDA) Segundo árbitro: Charles Schaack (LUX) Tercer árbitro: Joaquim José Bento Marqués (POR) Mesa: Delegado UEFA: | Árbitro(s): Primer árbitro: Vladimir Antonov (MDA) Segundo árbitro: Charles Schaack (LUX) Tercer árbitro: Joaquim José Bento Marqués (POR) Mesa: Delegado UEFA: |

| Jornada 3; Miércoles, 25 de octubre de 1995 19:00 UTC+1 | Polonia              | 1-2     | Holanda                                                                  | KNVB Sportcentrum, Zeist (Países Bajos) | |
|                                                         | Marek Michalak 31'01 | Reporte | 36'02 Hendrikus Lettinck · 38'03 Johannes Ludwig · 39'00' Michel Wentzel | Árbitro(s): Primer árbitro: Nikolay Levnikov (RUS) Segundo árbitro: Mika Peltola (FIN) Tercer árbitro: Charles Schaack (LUX) Mesa: Delegado UEFA: Sándor Berzi (HUN) | Árbitro(s): Primer árbitro: Nikolay Levnikov (RUS) Segundo árbitro: Mika Peltola (FIN) Tercer árbitro: Charles Schaack (LUX) Mesa: Delegado UEFA: Sándor Berzi (HUN) |

| Jornada 3; Miércoles, 25 de octubre de 1995 21:00 UTC+1 | Croacia                                                                                   | 6-3     | Azerbaiyán                                                                                         | KNVB Sportcentrum, Zeist (Países Bajos) | |
|                                                         | Mico Martic 06'02, 24'08, 32'09 · Stjepan Pavlic 09'04, 11'05, 20'06 · Mico Martic 15'00' | Reporte | 05'01 Fikret Guseynov · 09'03, 23'07 Makhir Eyniev · 11'00' Rauf Guseynov · 21'00' Nurradin Eyniev | Árbitro(s): Primer árbitro: Charles Schaack (LUX) Segundo árbitro: Nikolay Levnikov (RUS) Tercer árbitro: Vladimir Antonov (MDA) Mesa: Delegado UEFA: Emilio Soriano Aladrén (ESP) | Árbitro(s): Primer árbitro: Charles Schaack (LUX) Segundo árbitro: Nikolay Levnikov (RUS) Tercer árbitro: Vladimir Antonov (MDA) Mesa: Delegado UEFA: Emilio Soriano Aladrén (ESP) |

| Jornada 4; Viernes, 27 de octubre de 1995 17:00 UTC+1 | Eslovaquia                                                                                                 | 2-0     | Azerbaiyán                                                           | Pathmoshal, Enschede (Países Bajos) | |
|                                                       | Imrich Bohumel 15'01 · Peter Brunácky 18'02 · Peter Brunácky 22'00' · Ján Ivan 27'00' · Milan Zolák 29'00' | Reporte | 18'00' Samir Mamedov · 29'00' Nurradin Eyniev · 39'00' Rauf Guseynov | Árbitro(s): Primer árbitro: Amand Ancion (BEL) Segundo árbitro: Mika Peltola (FIN) Tercer árbitro: Joaquim José Bento Marqués (POR) Mesa: Delegado UEFA: Sándor Berzi (HUN) | Árbitro(s): Primer árbitro: Amand Ancion (BEL) Segundo árbitro: Mika Peltola (FIN) Tercer árbitro: Joaquim José Bento Marqués (POR) Mesa: Delegado UEFA: Sándor Berzi (HUN) |

| Jornada 4; Viernes, 27 de octubre de 1995 19:00 UTC+1 | Holanda | 6-4     | Croacia                                                                                        | Pathmoshal, Enschede (Holanda) | |
|                                                       | Edwin Grünholz 05'01, 34'10 · John De Bever 06'02 · Johannes Ludwig 12'03, 23'07 · Hendrikus Lettinck 32'09 · Hendrikus Lettinck 20'00' | Reporte | 17'04, 19'06 Stjepan Pavlic · 18'05 Zdravko Mavrovic · 24'08 Mico Martic · 12'00' Mario Svigir | Árbitro(s): Primer árbitro: Joaquim José Bento Marqués (POR) Segundo árbitro: Nikolay Levnikov (RUS) Tercer árbitro: Vladimir Antonov (MDA) Mesa: Delegado UEFA: Emilio Soriano Aladrén (ESP) | Árbitro(s): Primer árbitro: Joaquim José Bento Marqués (POR) Segundo árbitro: Nikolay Levnikov (RUS) Tercer árbitro: Vladimir Antonov (MDA) Mesa: Delegado UEFA: Emilio Soriano Aladrén (ESP) |

| Jornada 4; Viernes, 27 de octubre de 1995 21:00 UTC+1 | República Checa                              | 1-3     | Polonia | Pathmoshal, Enschede (Holanda) | |
|                                                       | Jaroslav Smetana 31'02 · Zbynek Mares 03'00' | Reporte | 03'01 Tomasz Ciastko · 39'03 Dariusz Kaluza · 39'04 Andrzej Antos · 25'00' Miroslaw Rypel · 36'00' Radoslaw Gradowski | Árbitro(s): Primer árbitro: Charles Schaack (LUX) Segundo árbitro: Vladimir Antonov (MDA) Tercer árbitro: Amand Ancion (BEL) Mesa: Delegado UEFA: Ferdinand Marschall (AUT) | Árbitro(s): Primer árbitro: Charles Schaack (LUX) Segundo árbitro: Vladimir Antonov (MDA) Tercer árbitro: Amand Ancion (BEL) Mesa: Delegado UEFA: Ferdinand Marschall (AUT) |

| Jornada 5; Sábado, 28 de octubre de 1995 17:00 UTC+1 | Croacia | 7-4     | Polonia | Sportcentrum Maaspoort, s-hertogenbosch (Holanda) | |
|                                                      | Zdravko Mavrovic 08'02, 23'05 · Mico Martic 11'03, 39'10 · Stjepan Pavlic 25'06, 31'07, 35'08 · Mico Martic 35'00' | Reporte | 02'01, 22'04 Radoslaw Gradowski · 39'09 Miroslaw Rypel · 40'11 Tomasz Ciastko · 23'00' Grzegorz Pniewski · 26'00' Kazimierz Kucharski · 32'00' Andrzej Antos | Árbitro(s): Primer árbitro: Mika Peltola (FIN) Segundo árbitro: Charles Schaack (LUX) Tercer árbitro: Vladimir Antonov (MDA) Mesa: Delegado UEFA: Ferdinand Marschall (AUT) | Árbitro(s): Primer árbitro: Mika Peltola (FIN) Segundo árbitro: Charles Schaack (LUX) Tercer árbitro: Vladimir Antonov (MDA) Mesa: Delegado UEFA: Ferdinand Marschall (AUT) |

| Jornada 5; Sábado, 28 de octubre de 1995 19:00 UTC+1 | República Checa | 10-2    | Azerbaiyán                                                             | Sportcentrum Maaspoort, s-hertogenbosch (Holanda) | |
|                                                      | Oldrich Striz 02'01, 13'03, 19'06 · Vlastimil Bartosek 02'02, 33'09, 35'10 · Tomás Neumann 28'07 · Václav Wimbersky 39'12 · Zdenek Volf 31'08 · Zbynek Mares 37'11 · Tomás Neumann 16'00' · Václav Wimbersky 17'00' · Ota Stejskal 30'00' | Reporte | 17'04 Makhir Eyniev · 18'05 Natig Mammadkarimov · 39'00' Makhir Eyniev | Árbitro(s): Primer árbitro: Amand Ancion (BEL) Segundo árbitro: Nikolay Levnikov (RUS) Tercer árbitro: Joaquim José Bento Marqués (POR) Mesa: Delegado UEFA: Emilio Soriano Aladrén (ESP) | Árbitro(s): Primer árbitro: Amand Ancion (BEL) Segundo árbitro: Nikolay Levnikov (RUS) Tercer árbitro: Joaquim José Bento Marqués (POR) Mesa: Delegado UEFA: Emilio Soriano Aladrén (ESP) |

| Jornada 5; Sábado, 28 de octubre de 1995 21:00 UTC+1 | Eslovaquia                                                         | 3-3     | Holanda                                                                  | Sportcentrum Maaspoort, s-hertogenbosch (Holanda) | |
|                                                      | Milan Zolák 03'01 · Peter Brunácky 18'03 · Vladimir Nemeckaj 26'04 | Reporte | 13'02 Hjalmar Hoekema · 36'05 Johannes Ludwig · 38'06 Hendrikus Lettinck | Árbitro(s): Primer árbitro: Joaquim José Bento Marqués (POR) Segundo árbitro: Vladimir Antonov (MDA) Tercer árbitro: Nikolay Levnikov (RUS) Mesa: Delegado UEFA: Sándor Berzi (HUN) | Árbitro(s): Primer árbitro: Joaquim José Bento Marqués (POR) Segundo árbitro: Vladimir Antonov (MDA) Tercer árbitro: Nikolay Levnikov (RUS) Mesa: Delegado UEFA: Sándor Berzi (HUN) |

### Grupo B
| Equipo     | Pts | PJ | PG | PE | PP | GF | GC | Dif |
| ---------- | --- | -- | -- | -- | -- | -- | -- | --- |
| Italia     | 15  | 5  | 5  | 0  | 0  | 23 | 13 | 10  |
| Yugoslavia | 9   | 5  | 3  | 0  | 2  | 30 | 21 | 9   |
| Ucrania    | 9   | 5  | 3  | 0  | 2  | 36 | 29 | 7   |
| Hungría    | 6   | 5  | 2  | 0  | 3  | 25 | 26 | -1  |
| Portugal   | 3   | 5  | 1  | 0  | 4  | 16 | 25 | -9  |
| Georgia    | 3   | 5  | 1  | 0  | 4  | 21 | 37 | -16 |

#### Resultados
| Jornada 1; Lunes, 23 de octubre de 1995 13:00 UTC+1 | Yugoslavia                                                                     | 5-9     | Ucrania | Palavela, Turín (Italia) | |
|                                                     | Miodrag Petrika 12'02, 35'12 · Zoran Przulj 16'03, 26'06 · Aca Kovacevic 23'04 | Reporte | 06'01, 24'05, 34'11 Serhiy Usakovskyy · 26'07, 27'08, 32'10, 39'14 Igor Moskvychov · 38'13 Olexandr Kosenko · 31'09 Olexandr Moskalyuk · 12'00' Serhiy Usakovskyy · 08'00' Yuriy Mirgorodski · 31'00' Olexandr Kosenko | Árbitro(s): Primer árbitro: Segundo árbitro: Stefan Tivold (SVN) Tercer árbitro: Zbigniew Przesmycki (POL) Mesa: Alexis Ponnet (BEL) Delegado UEFA: Tom van der Hulst (NED) | Árbitro(s): Primer árbitro: Segundo árbitro: Stefan Tivold (SVN) Tercer árbitro: Zbigniew Przesmycki (POL) Mesa: Alexis Ponnet (BEL) Delegado UEFA: Tom van der Hulst (NED) |

| Jornada 1; Lunes, 23 de octubre de 1995 15:30 UTC+1 | Italia                                             | 3-1     | Georgia                                              | Palavela, Turín (Italia) | |
|                                                     | Alfredo Esposito 14'01 · Andrea Rubei 30'02, 40'04 | Reporte | 33'03 Goderdzi Natroshvili · 40'00' Gia Dzhangavadze | Árbitro(s): Primer árbitro: Rene H.J. Temmink (NED) Segundo árbitro: Lars Gerner (DEN) Tercer árbitro: José María Garcia-aranda Encinar (ESP) Mesa: Alexis Ponnet (BEL) Delegado UEFA: Tom van der Hulst (NED) | Árbitro(s): Primer árbitro: Rene H.J. Temmink (NED) Segundo árbitro: Lars Gerner (DEN) Tercer árbitro: José María Garcia-aranda Encinar (ESP) Mesa: Alexis Ponnet (BEL) Delegado UEFA: Tom van der Hulst (NED) |

| Jornada 1; Lunes, 23 de octubre de 1995 17:30 UTC+1 | Portugal | 1-3     | Hungría                                            | Palavela, Turín (Italia) | |
|                                                     | Rui Carlos Semiao Figueiredo 31'02 · José Manuel Belo Fonseca 34'00' · Pedro Miguel Farinha Antunes 39'00' · Manuel Jesus Azevedo 40'00' | Reporte | 16'01, 35'03 Ferenc Szekula · 40'04 László Pribéli | Árbitro(s): Primer árbitro: José María Garcia-aranda Encinar (ESP) Segundo árbitro: Rene H.J. Temmink (NED) Tercer árbitro: Lars Gerner (DEN) Mesa: Alexis Ponnet (BEL) Delegado UEFA: Tom van der Hulst (NED) | Árbitro(s): Primer árbitro: José María Garcia-aranda Encinar (ESP) Segundo árbitro: Rene H.J. Temmink (NED) Tercer árbitro: Lars Gerner (DEN) Mesa: Alexis Ponnet (BEL) Delegado UEFA: Tom van der Hulst (NED) |

| Jornada 2; Martes, 24 de octubre de 1995 13:00 UTC+1 | Hungría                                  | 1-8     | Yugoslavia | Palavela, Turín (Italia) | |
|                                                      | Zsolt Bücs 24'05 · Ferenc Szekula 20'00' | Reporte | 36'07 Andrija Vujovic · 06'01, 27'06 Zoran Przulj · 14'02, 22'03, 23'04 Velimir Andrejic · 36'08 Zeljko Dragoljevic · 37'09 Dusan Djuricic · 06'00' Andrija Vujovic | Árbitro(s): Primer árbitro: Zbigniew Przesmycki (POL) Segundo árbitro: Tercer árbitro: Stefan Tivold (SVN) Mesa: Alexis Ponnet (BEL) Delegado UEFA: Tom van der Hulst (NED) | Árbitro(s): Primer árbitro: Zbigniew Przesmycki (POL) Segundo árbitro: Tercer árbitro: Stefan Tivold (SVN) Mesa: Alexis Ponnet (BEL) Delegado UEFA: Tom van der Hulst (NED) |

| Jornada 2; Martes, 24 de octubre de 1995 15:30 UTC+1 | Ucrania | 4-7     | Italia | Palavela, Turín (Italia) | |
|                                                      | Olexandr Moskalyuk 18'03, 24'06 · Serhiy Fedorenko 22'04 · Taras Vonyarkha 36'10 · Serhiy Usakovskyy 14'00' · Olexandr Moskalyuk 30'00' | Reporte | 40'11 Salvatore Zaffiro · 06'01, 25'07 Alfredo Esposito · 12'02 Gabriele Caleca · 23'05, 25'08, 30'09 Andrea Rubei · 04'00' Salvatore Zaffiro · 10'00' Ivano Roma · 29'00' Gabriele Caleca | Árbitro(s): Primer árbitro: Lars Gerner (DEN) Segundo árbitro: José María Garcia-aranda Encinar (ESP) Tercer árbitro: Rene H.J. Temmink (NED) Mesa: Alexis Ponnet (BEL) Delegado UEFA: Tom van der Hulst (NED) | Árbitro(s): Primer árbitro: Lars Gerner (DEN) Segundo árbitro: José María Garcia-aranda Encinar (ESP) Tercer árbitro: Rene H.J. Temmink (NED) Mesa: Alexis Ponnet (BEL) Delegado UEFA: Tom van der Hulst (NED) |

| Jornada 2; Martes, 24 de octubre de 1995 17:30 UTC+1 | Georgia | 4-6     | Portugal | Palavela, Turín (Italia) | |
|                                                      | Goderdzi Natroshvili 12'03, 20'07 · Andro Mizandari 20'05, 35'10 · Goderdzi Natroshvili 33'00' · Nick Kbiladze 15'00' | Reporte | 02'01, 09'02, 18'04, 20'06, 34'09 Manuel Jesus Azevedo · 24'08 Rui Carlos Semiao Figueiredo · 06'00' Pedro Miguel Farinha Antunes · 14'00' Lhé · 35'00' Rui Carlos Semiao Figueiredo · 32'00' Vitor Manuel Da Silva Marques · 34'00' Rui Mario Malheiro De Meireles | Árbitro(s): Primer árbitro: Stefan Tivold (SVN) Segundo árbitro: Zbigniew Przesmycki (POL) Tercer árbitro: Mesa: Alexis Ponnet (BEL) Delegado UEFA: Tom van der Hulst (NED) | Árbitro(s): Primer árbitro: Stefan Tivold (SVN) Segundo árbitro: Zbigniew Przesmycki (POL) Tercer árbitro: Mesa: Alexis Ponnet (BEL) Delegado UEFA: Tom van der Hulst (NED) |

| Jornada 3; Miércoles, 25 de octubre de 1995 13:00 UTC+1 | Georgia | 10-7    | Ucrania | Palavela, Turín (Italia) | |
|                                                         | Andro Mizandari 01'01, 35'12, 38'15 · Aleksandr Sarkisian 14'05, 15'06, 25'08, 29'10, 30'11, 40'17 · David Tavartkiladze 40'16 · Gia Dzhangavadze 16'00' · David Tavartkiladze 30'00' | Reporte | 02'02, 03'03 Taras Vonyarkha · 08'04, 26'09, 35'13 Yuriy Mirgorodski · 22'07 Igor Moskvychov · 37'14 Serhiy Fedorenko · 01'00' Igor Lichouk · 28'00' Oleg Solodovnyk | Árbitro(s): Primer árbitro: José María Garcia-aranda Encinar (ESP) Segundo árbitro: Lars Gerner (DEN) Tercer árbitro: Rene H.J. Temmink (NED) Mesa: Alexis Ponnet (BEL) Delegado UEFA: Tom van der Hulst (NED) | Árbitro(s): Primer árbitro: José María Garcia-aranda Encinar (ESP) Segundo árbitro: Lars Gerner (DEN) Tercer árbitro: Rene H.J. Temmink (NED) Mesa: Alexis Ponnet (BEL) Delegado UEFA: Tom van der Hulst (NED) |

| Jornada 3; Miércoles, 25 de octubre de 1995 15:30 UTC+1 | Hungría | 4-6     | Italia | Palavela, Turín (Italia) | |
|                                                         | László Pribéli 03'01, 14'02 · István Jávor 24'04 · Ferenc Kénoszt 36'09 · Gábor Bodrogi 25'00' · Ferenc Szekula 29'00' · András Juhász 35'00' | Reporte | 23'03 Gianni Faiola · 25'05, 30'07 Andrea Rubei · 29'06 Massimo Riscino · 32'08, 40'10 Ivano Roma · 14'00' Francesco Paolo Fradella · 31'00' Andrea Fama | Árbitro(s): Primer árbitro: Segundo árbitro: Zbigniew Przesmycki (POL) Tercer árbitro: Stefan Tivold (SVN) Mesa: Alexis Ponnet (BEL) Delegado UEFA: Tom van der Hulst (NED) | Árbitro(s): Primer árbitro: Segundo árbitro: Zbigniew Przesmycki (POL) Tercer árbitro: Stefan Tivold (SVN) Mesa: Alexis Ponnet (BEL) Delegado UEFA: Tom van der Hulst (NED) |

| Jornada 3; Miércoles, 25 de octubre de 1995 17:30 UTC+1 | Portugal | 4-7     | Yugoslavia | Palavela, Turín (Italia) | |
|                                                         | Vitor Manuel Da Silva Marques 13'04 · Manuel Jesus Azevedo 20'08 · Paulo Jorge Ribeiro Magalhaes 26'09 · Paulo Jorge Ferreira Mota 40'11 · José Manuel Belo Fonseca 01'00' · Rui Mario Malheiro De Meireles 13'00' · José Camilo Bessa Da Silva 15'00' | Reporte | 02'01 Zeljko Dragoljevic · 06'02, 07'03 Zoran Przulj · 13'05 Aca Kovacevic · 14'06, 15'07 Miodrag Petrika · 36'10 Zoran Novakovic | Árbitro(s): Primer árbitro: Rene H.J. Temmink (NED) Segundo árbitro: Lars Gerner (DEN) Tercer árbitro: José María Garcia-aranda Encinar (ESP) Mesa: Alexis Ponnet (BEL) Delegado UEFA: Tom van der Hulst (NED) | Árbitro(s): Primer árbitro: Rene H.J. Temmink (NED) Segundo árbitro: Lars Gerner (DEN) Tercer árbitro: José María Garcia-aranda Encinar (ESP) Mesa: Alexis Ponnet (BEL) Delegado UEFA: Tom van der Hulst (NED) |

| Jornada 4; Viernes, 27 de octubre de 1995 13:00 UTC+1 | Ucrania | 8-3     | Hungría                                                                                    | Palavela, Turín (Italia) | |
|                                                       | Olexandr Moskalyuk 06'01 · Olexandr Kosenko 08'02 · Igor Moskvychov 11'03, 18'05, 39'10, 40'11 · Serhiy Usakovskyy 15'04, 19'06 | Reporte | 20'07 Zsolt Bücs · 30'08, 32'09 László Pribéli · 11'00' Ferenc Kénoszt · 40'00' Zsolt Bücs | Árbitro(s): Primer árbitro: Lars Gerner (DEN) Segundo árbitro: Rene H.J. Temmink (NED) Tercer árbitro: José María Garcia-aranda Encinar (ESP) Mesa: Alexis Ponnet (BEL) Delegado UEFA: Tom van der Hulst (NED) | Árbitro(s): Primer árbitro: Lars Gerner (DEN) Segundo árbitro: Rene H.J. Temmink (NED) Tercer árbitro: José María Garcia-aranda Encinar (ESP) Mesa: Alexis Ponnet (BEL) Delegado UEFA: Tom van der Hulst (NED) |

| Jornada 4; Viernes, 27 de octubre de 1995 15:30 UTC+1 | Portugal                                                                                              | 1-3     | Italia                                                              | Palavela, Turín (Italia) | |
|                                                       | Manuel Jesus Azevedo 39'04 · Vitor Manuel Da Silva Marques 14'00' · Manuel Jorge Neves Freitas 32'00' | Reporte | 15'01, 33'02 Ivano Roma · 37'03 Andrea Rubei · 25'00' Gianni Faiola | Árbitro(s): Primer árbitro: Stefan Tivold (SVN) Segundo árbitro: Zbigniew Przesmycki (POL) Tercer árbitro: Mesa: Alexis Ponnet (BEL) Delegado UEFA: Tom van der Hulst (NED) | Árbitro(s): Primer árbitro: Stefan Tivold (SVN) Segundo árbitro: Zbigniew Przesmycki (POL) Tercer árbitro: Mesa: Alexis Ponnet (BEL) Delegado UEFA: Tom van der Hulst (NED) |

| Jornada 4; Viernes, 27 de octubre de 1995 17:30 UTC+1 | Yugoslavia | 7-3     | Georgia                                             | Palavela, Turín (Italia) | |
|                                                       | Zoran Przulj 05'01, 15'03, 18'04, 24'08, 37'10 · Andrija Vujovic 21'06 · Velimir Andrejic 31'09 · Zoran Przulj 35'00' | Reporte | 10'02, 19'05 Mamuka Pantsulaia · 24'07 Peter Tsaava | Árbitro(s): Primer árbitro: Segundo árbitro: Stefan Tivold (SVN) Tercer árbitro: Zbigniew Przesmycki (POL) Mesa: Alexis Ponnet (BEL) Delegado UEFA: Tom van der Hulst (NED) | Árbitro(s): Primer árbitro: Segundo árbitro: Stefan Tivold (SVN) Tercer árbitro: Zbigniew Przesmycki (POL) Mesa: Alexis Ponnet (BEL) Delegado UEFA: Tom van der Hulst (NED) |

| Jornada 5; Sábado, 28 de octubre de 1995 13:00 UTC+1 | Portugal | 4-8     | Ucrania | Palavela, Turín (Italia) | |
|                                                      | Pedro Miguel Farinha Antunes 09'03, 12'04 · Manuel Jesus Azevedo 38'09 · Paulo Jorge Ferreira Mota 36'08 · Manuel Jesus Azevedo 21'00' · José Camilo Bessa Da Silva 24'00' · Rui Carlos Semiao Figueiredo 31'00' · Rui Mario Malheiro De Meireles 40'00' | Reporte | 05'01, 09'02 Igor Moskvychov · 23'05, 40'10 Serhiy Fedorenko · 24'06 Olexandr Kosenko · 34'07 Yuriy Usakovskyy · 40'11 Yuriy Mirgorodski · 40'12 Serhiy Usakovskyy · 02'00' Olexandr Moskalyuk | Árbitro(s): Primer árbitro: José María Garcia-aranda Encinar (ESP) Segundo árbitro: Lars Gerner (DEN) Tercer árbitro: Zbigniew Przesmycki (POL) Mesa: Alexis Ponnet (BEL) Delegado UEFA: Tom van der Hulst (NED) | Árbitro(s): Primer árbitro: José María Garcia-aranda Encinar (ESP) Segundo árbitro: Lars Gerner (DEN) Tercer árbitro: Zbigniew Przesmycki (POL) Mesa: Alexis Ponnet (BEL) Delegado UEFA: Tom van der Hulst (NED) |

| Jornada 5; Sábado, 28 de octubre de 1995 14:30 UTC+1 | Hungría | 14-3    | Georgia | Palavela, Turín (Italia) | |
|                                                      | Ferenc Kénoszt 06'02, 09'03 · Károly Tóth 11'04, 12'05, 40'17 · László Pribéli 14'06, 29'12, 36'14 · András Juhász 19'07, 26'10 · Zsolt Bücs 25'09 · Józsek Kis 32'13 · Zoltán Gyóri 38'15, 39'16 | Reporte | 02'01 Goderdzi Natroshvili · 27'11 Nick Kbiladze · 19'08 Aleksandr Sarkisian · 08'00' Goderdzi Natroshvili · 14'00' Nick Kbiladze · 17'00' Andro Mizandari | Árbitro(s): Primer árbitro: Lars Gerner (DEN) Segundo árbitro: Stefan Tivold (SVN) Tercer árbitro: José María Garcia-aranda Encinar (ESP) Mesa: Alexis Ponnet (BEL) Delegado UEFA: Tom van der Hulst (NED) | Árbitro(s): Primer árbitro: Lars Gerner (DEN) Segundo árbitro: Stefan Tivold (SVN) Tercer árbitro: José María Garcia-aranda Encinar (ESP) Mesa: Alexis Ponnet (BEL) Delegado UEFA: Tom van der Hulst (NED) |

| Jornada 5; Sábado, 28 de octubre de 1995 16:20 UTC+1 | Yugoslavia | 3-4     | Italia | Palavela, Turín (Italia) | |
|                                                      | Zoran Przulj 05'01 · Andrija Vujovic 37'06 · Miodrag Petrika 36'05 · Zoran Przulj 33'00' · Andrija Vujovic 20'00' · Vanja Delic 39'00' | Reporte | 19'02 (p.p.) Aca Kovacevic · 23'03 Gabriele Caleca · 24'04 Gianni Faiola · 38'07 Massimo Quattrini · 24'00' Ivano Roma · 32'00' Alfredo Esposito · 36'00' Massimo Rinaldi | Árbitro(s): Primer árbitro: Segundo árbitro: Rene H.J. Temmink (NED) Tercer árbitro: Lars Gerner (DEN) Mesa: Alexis Ponnet (BEL) Delegado UEFA: Tom van der Hulst (NED) | Árbitro(s): Primer árbitro: Segundo árbitro: Rene H.J. Temmink (NED) Tercer árbitro: Lars Gerner (DEN) Mesa: Alexis Ponnet (BEL) Delegado UEFA: Tom van der Hulst (NED) |

### Grupo C
| Equipo      | Pts | PJ | PG | PE | PP | GF | GC | Dif |
| ----------- | --- | -- | -- | -- | -- | -- | -- | --- |
| Rusia       | 12  | 4  | 4  | 0  | 0  | 52 | 9  | 43  |
| Bélgica     | 9   | 4  | 3  | 0  | 1  | 30 | 11 | 19  |
| Eslovenia   | 6   | 4  | 2  | 0  | 2  | 20 | 16 | 4   |
| Bielorrusia | 3   | 4  | 1  | 0  | 3  | 19 | 18 | 1   |
| Moldavia    | 0   | 4  | 0  | 0  | 4  | 4  | 71 | -67 |

#### Resultados
| Jornada 1; Lunes, 23 de octubre de 1995 19:30 UTC+1 | Rusia | 6-5     | Bélgica | Arenahal, Deurne (Bélgica) | |
|                                                     | Mikhail Kochtcheev 07'01, 30'09 · Alexei Kisselev 10'02 · Konstantin Eremenko 14'05, 27'08 · Alexander Verizhnikov 24'07 · Oleg Denisov 09'00' · Vadim Iachine 36'00' | Reporte | 11'03 Stefan Goossens · 12'04, 31'10 Bart Michiels · 21'06 Youssef El Guir · 36'11 Ivan Hechtermans · 34'00' Bart Michiels · 32'00' Herman Beyers · 38'00' Ivan Hechtermans | Árbitro(s): Primer árbitro: Ante Kulusic (CRO) Segundo árbitro: Bohdan Benedik (SVK) Tercer árbitro: Sándor Piller (HUN) Mesa: Sándor Piller (HUN) Delegado UEFA: Petr Fousek (CZE) | Árbitro(s): Primer árbitro: Ante Kulusic (CRO) Segundo árbitro: Bohdan Benedik (SVK) Tercer árbitro: Sándor Piller (HUN) Mesa: Sándor Piller (HUN) Delegado UEFA: Petr Fousek (CZE) |

| Jornada 1; Lunes, 23 de octubre de 1995 21:15 UTC+1 | Bielorrusia                                           | 2-3     | Eslovenia                                                                  | Arenahal, Deurne (Bélgica) | |
|                                                     | Vladimir Saniuk 02'01, 22'04 · Serguei Kunitsa 18'00' | Reporte | 06'02, 35'05 Darko Daljevic · 20'03 Boro Ristevski · 15'00' Darko Daljevic | Árbitro(s): Primer árbitro: Loris Stafoggia (ITA) Segundo árbitro: Sándor Piller (HUN) Tercer árbitro: Sergo Kvaratskhelia (GEO) Mesa: Delegado UEFA: Petr Fousek (CZE) | Árbitro(s): Primer árbitro: Loris Stafoggia (ITA) Segundo árbitro: Sándor Piller (HUN) Tercer árbitro: Sergo Kvaratskhelia (GEO) Mesa: Delegado UEFA: Petr Fousek (CZE) |

| Jornada 2; Martes, 24 de octubre de 1995 19:30 UTC+1 | Moldavia                                           | 1-14    | Bélgica | Tolhuis, Gante (Bélgica) | |
|                                                      | Vladimir Bogatikov 20'06 · Igor Mikhailenko 16'00' | Reporte | 04'01, 22'07, 23'08, 31'11 Tim Vergauwen · 05'02, 17'05 Youssef El Guir · 06'03, 08'04 Abdelhafid El Guir · 23'09 Herman Beyers · 23'10, 32'12 Michel Cauberghs · 39'13 Bart Michiels · 40'14, 40'15 Stefan Goossens · 38'00' Pascal Delree | Árbitro(s): Primer árbitro: Sándor Piller (HUN) Segundo árbitro: Loris Stafoggia (ITA) Tercer árbitro: Ante Kulusic (CRO) Mesa: Delegado UEFA: Petr Fousek (CZE) | Árbitro(s): Primer árbitro: Sándor Piller (HUN) Segundo árbitro: Loris Stafoggia (ITA) Tercer árbitro: Ante Kulusic (CRO) Mesa: Delegado UEFA: Petr Fousek (CZE) |

| Jornada 2; Martes, 24 de octubre de 1995 21:15 UTC+1 | Rusia | 8-1     | Bielorrusia            | Tolhuis, Gante (Bélgica) | |
|                                                      | Temur Alekberov 07'01 · Dmitri Gorine 19'03, 24'04 · Konstantin Eremenko 32'06, 36'07, 37'08, 40'09 · Vadim Iachine 31'05 · Konstantin Eremenko 25'00' | Reporte | 11'02 Serguei Kostusev | Árbitro(s): Primer árbitro: Bohdan Benedik (SVK) Segundo árbitro: Sergo Kvaratskhelia (GEO) Tercer árbitro: Loris Stafoggia (ITA) Mesa: Delegado UEFA: Petr Fousek (CZE) | Árbitro(s): Primer árbitro: Bohdan Benedik (SVK) Segundo árbitro: Sergo Kvaratskhelia (GEO) Tercer árbitro: Loris Stafoggia (ITA) Mesa: Delegado UEFA: Petr Fousek (CZE) |

| Jornada 3; Miércoles, 25 de octubre de 1995 19:30 UTC+1 | Bélgica                                                                                         | 5-2     | Eslovenia                                                                             | Paire, Pepinster (Bélgica) | |
|                                                         | Kris Gielens 13'02 · Youssef El Guir 14'03, 31'05 · Tim Vergauwen 31'06 · Stefan Goossens 34'07 | Reporte | 07'01 Boro Ristevski · 27'04 Zoran Tesko · 09'00' Boro Ristevski · 17'00' Zoran Tesko | Árbitro(s): Primer árbitro: Loris Stafoggia (ITA) Segundo árbitro: Sergo Kvaratskhelia (GEO) Tercer árbitro: Bohdan Benedik (SVK) Mesa: Delegado UEFA: Petr Fousek (CZE) | Árbitro(s): Primer árbitro: Loris Stafoggia (ITA) Segundo árbitro: Sergo Kvaratskhelia (GEO) Tercer árbitro: Bohdan Benedik (SVK) Mesa: Delegado UEFA: Petr Fousek (CZE) |

| Jornada 3; Miércoles, 25 de octubre de 1995 21:15 UTC+1 | Rusia | 31 - 0  | Moldavia                     | Paire, Pepinster (Bélgica) | |
|                                                         | Alexei Kisselev 04'01, 13'08, 32'27 · Dmitri Gorine 05'02, 20'12, 36'30 · Konstantin Eremenko 06'03, 11'06, 17'10, 21'14, 27'20, 29'23, 33'28 · Vadim Iachine 10'04, 12'07, 20'13 · Nail Zakerov 10'05, 15'09, 22'16, 25'19, 30'24 · Alexander Verizhnikov 18'11, 28'21, 31'25, 37'31 · Temur Alekberov 22'15 · Arkadiy Belyy 24'17, 28'22, 31'26 · Valeri Lennikov 25'18, 34'29 | Reporte | 06'00' Alexandre Mikhailenko | Árbitro(s): Primer árbitro: Sándor Piller (HUN) Segundo árbitro: Ante Kulusic (CRO) Tercer árbitro: Sergo Kvaratskhelia (GEO) Mesa: Delegado UEFA: Petr Fousek (CZE) | Árbitro(s): Primer árbitro: Sándor Piller (HUN) Segundo árbitro: Ante Kulusic (CRO) Tercer árbitro: Sergo Kvaratskhelia (GEO) Mesa: Delegado UEFA: Petr Fousek (CZE) |

| Jornada 4; Viernes, 27 de octubre de 1995 19:30 UTC+1 | Bélgica                                                                                | 6-2     | Bielorrusia                                                                | De Alverberg, Hasselt (Bélgica) | |
|                                                       | Youssef El Guir 06'01 · Tim Vergauwen 19'02, 25'04, 31'06, 38'08 · Herman Beyers 21'03 | Reporte | 26'05 Serguei Kostusev · 36'07 Vladimir Saniuk · 12'00' Evgueni Pichtchalo | Árbitro(s): Primer árbitro: Bohdan Benedik (SVK) Segundo árbitro: Ante Kulusic (CRO) Tercer árbitro: Sándor Piller (HUN) Mesa: Delegado UEFA: Petr Fousek (CZE) | Árbitro(s): Primer árbitro: Bohdan Benedik (SVK) Segundo árbitro: Ante Kulusic (CRO) Tercer árbitro: Sándor Piller (HUN) Mesa: Delegado UEFA: Petr Fousek (CZE) |

| Jornada 4; Viernes, 27 de octubre de 1995 21:15 UTC+1 | Eslovenia | 12-2    | Moldavia                                                                   | De Alverberg, Hasselt (Bélgica) | |
|                                                       | Janko Dolenc 03'03, 04'04, 30'10, 30'11 · Boro Ristevski 06'05, 08'06 · Darko Daljevic 20'07, 32'12 · Bozidar Fele 24'08, 39'13 · Serguei Erofeev (p.p.) 29'09 · Albin Bratun 40'14 · Janko Dolenc 11'00' | Reporte | 02'01 Alexandru Cotlear · 02'02 Vassili Dominika · 30'00' Vassili Dominika | Árbitro(s): Primer árbitro: Sergo Kvaratskhelia (GEO) Segundo árbitro: Loris Stafoggia (ITA) Tercer árbitro: Bohdan Benedik (SVK) Mesa: Delegado UEFA: Petr Fousek (CZE) | Árbitro(s): Primer árbitro: Sergo Kvaratskhelia (GEO) Segundo árbitro: Loris Stafoggia (ITA) Tercer árbitro: Bohdan Benedik (SVK) Mesa: Delegado UEFA: Petr Fousek (CZE) |

| Jornada 5; Sábado, 28 de octubre de 1995 15:00 UTC+1 | Bielorrusia | 14-1    | Moldavia                                           | La Garenne, Charleroi (Bélgica) | |
|                                                      | Nikolai Voitekhovsky 02'01, 17'02 · Igor Baskakov 19'03 · Vladimir Saniuk 24'04, 28'06, 38'13, 39'14 · Timur Oliyarov 26'05 · Serguei Kostusev 31'08, 32'09 · Aleksandr Savintsev 33'10 · Evgueni Pichtchalo 37'11 · Serguei Motuz 38'12, 39'15 | Reporte | 30'07 Alexandru Cotlear · 05'00' Alexandru Cotlear | Árbitro(s): Primer árbitro: Ante Kulusic (CRO) Segundo árbitro: Bohdan Benedik (SVK) Tercer árbitro: Loris Stafoggia (ITA) Mesa: Delegado UEFA: Petr Fousek (CZE) | Árbitro(s): Primer árbitro: Ante Kulusic (CRO) Segundo árbitro: Bohdan Benedik (SVK) Tercer árbitro: Loris Stafoggia (ITA) Mesa: Delegado UEFA: Petr Fousek (CZE) |

| Jornada 5; Sábado, 28 de octubre de 1995 16:50 UTC+1 | Rusia | 7-3     | Eslovenia                                                                           | La Garenne, Charleroi (Bélgica) | |
|                                                      | Konstantin Eremenko 11'02, 26'08 · Vadim Iachine 16'04 · Dmitri Gorine 16'05, 24'07 · Alexei Kisselev 24'06, 33'10 | Reporte | 07'01 Darko Daljevic · 12'03 Bozidar Fele · 27'09 Zoran Tesko · 31'00' Bozidar Fele | Árbitro(s): Primer árbitro: Sergo Kvaratskhelia (GEO) Segundo árbitro: Sándor Piller (HUN) Tercer árbitro: Ante Kulusic (CRO) Mesa: Delegado UEFA: Petr Fousek (CZE) | Árbitro(s): Primer árbitro: Sergo Kvaratskhelia (GEO) Segundo árbitro: Sándor Piller (HUN) Tercer árbitro: Ante Kulusic (CRO) Mesa: Delegado UEFA: Petr Fousek (CZE) |

## Estadísticas

### Resumen
| Pos | Equipo          | Pts | PJ | PG | PE | PP | GF | GC | Dif | Rend    | Expulsado | Amonestado |
| --- | --------------- | --- | -- | -- | -- | -- | -- | -- | --- | ------- | --------- | ---------- |
| 1   | Italia          | 15  | 5  | 5  | 0  | 0  | 23 | 13 | 10  | 100,00% | 1         | 8          |
| 2   | Holanda         | 13  | 5  | 4  | 1  | 0  | 21 | 13 | 8   | 86,67%  |           | 3          |
| 3   | Rusia           | 12  | 4  | 4  | 0  | 0  | 52 | 9  | 43  | 100,00% | 1         | 2          |
| 4   | Croacia         | 12  | 5  | 4  | 0  | 1  | 28 | 19 | 9   | 80,00%  | 1         | 6          |
| 5   | Bélgica         | 9   | 4  | 3  | 0  | 1  | 30 | 11 | 19  | 75,00%  | 1         | 3          |
| 6   | Yugoslavia      | 9   | 5  | 3  | 0  | 2  | 30 | 21 | 9   | 60,00%  | 1         | 4          |
| 7   | Ucrania         | 9   | 5  | 3  | 0  | 2  | 36 | 29 | 7   | 60,00%  | 2         | 6          |
| 8   | Eslovaquia      | 8   | 5  | 2  | 2  | 1  | 12 | 11 | 1   | 53,33%  |           | 3          |
| 9   | Eslovenia       | 6   | 4  | 2  | 0  | 2  | 20 | 16 | 4   | 50,00%  |           | 5          |
| 10  | Hungría         | 6   | 5  | 2  | 0  | 3  | 25 | 26 | -1  | 40,00%  | 2         | 4          |
| 11  | Polonia         | 4   | 5  | 1  | 1  | 3  | 12 | 16 | -4  | 26,67%  | 1         | 6          |
| 12  | Bielorrusia     | 3   | 4  | 1  | 0  | 3  | 19 | 18 | 1   | 25,00%  |           | 2          |
| 13  | República Checa | 3   | 5  | 1  | 0  | 4  | 22 | 23 | -1  | 20,00%  |           | 9          |
| 14  | Portugal        | 3   | 5  | 1  | 0  | 4  | 16 | 25 | -9  | 20,00%  | 6         | 11         |
| 15  | Azerbaiyán      | 3   | 5  | 1  | 0  | 4  | 12 | 25 | -13 | 20,00%  | 1         | 5          |
| 16  | Georgia         | 3   | 5  | 1  | 0  | 4  | 21 | 37 | -16 | 20,00%  | 1         | 7          |
| 17  | Moldavia        | 0   | 4  | 0  | 0  | 4  | 4  | 71 | -67 | 0,00%   | 1         | 3          |

### Goleadores
| Jugador                       | Selección       | Total | Jugada | Penalti | Propia Puerta |
| ----------------------------- | --------------- | ----- | ------ | ------- | ------------- |
| Konstantin Eremenko           | Rusia           | 15    | 15     |         |               |
| Zoran Przulj                  | Yugoslavia      | 12    | 12     |         |               |
| Mico Martic                   | Croacia         | 11    | 11     |         |               |
| Igor Moskvychov               | Ucrania         | 11    | 11     |         |               |
| Stjepan Pavlic                | Croacia         | 10    | 10     |         |               |
| Tim Vergauwen                 | Bélgica         | 9     | 9      |         |               |
| Johannes Ludwig               | Holanda         | 9     | 9      |         |               |
| László Pribéli                | Hungría         | 8     | 8      |         |               |
| Andrea Rubei                  | Italia          | 8     | 8      |         |               |
| Manuel Jesus Azevedo          | Portugal        | 8     | 8      |         |               |
| Makhir Eyniev                 | Azerbaiyán      | 7     | 7      |         |               |
| Vladimir Saniuk               | Bielorrusia     | 7     | 7      |         |               |
| Aleksandr Sarkisian           | Georgia         | 7     | 7      |         |               |
| Dmitri Gorine                 | Rusia           | 7     | 7      |         |               |
| Youssef El Guir               | Bélgica         | 6     | 6      |         |               |
| Alexei Kisselev               | Rusia           | 6     | 6      |         |               |
| Serhiy Usakovskyy             | Ucrania         | 6     | 6      |         |               |
| Zdravko Mavrovic              | Croacia         | 5     | 5      |         |               |
| Peter Brunácky                | Eslovaquia      | 5     | 5      |         |               |
| Darko Daljevic                | Eslovenia       | 5     | 5      |         |               |
| Andro Mizandari               | Georgia         | 5     | 5      |         |               |
| Alexander Verizhnikov         | Rusia           | 5     | 5      |         |               |
| Vadim Iachine                 | Rusia           | 5     | 5      |         |               |
| Nail Zakerov                  | Rusia           | 5     | 5      |         |               |
| Miodrag Petrika               | Yugoslavia      | 5     | 5      |         |               |
| Stefan Goossens               | Bélgica         | 4     | 4      |         |               |
| Serguei Kostusev              | Bielorrusia     | 4     | 4      |         |               |
| Boro Ristevski                | Eslovenia       | 4     | 4      |         |               |
| Janko Dolenc                  | Eslovenia       | 4     | 4      |         |               |
| Goderdzi Natroshvili          | Georgia         | 4     | 4      |         |               |
| Hendrikus Lettinck            | Holanda         | 4     | 4      |         |               |
| Ivano Roma                    | Italia          | 4     | 4      |         |               |
| Tomás Neumann                 | República Checa | 4     | 4      |         |               |
| Yuriy Mirgorodski             | Ucrania         | 4     | 4      |         |               |
| Olexandr Moskalyuk            | Ucrania         | 4     | 4      |         |               |
| Serhiy Fedorenko              | Ucrania         | 4     | 4      |         |               |
| Velimir Andrejic              | Yugoslavia      | 4     | 4      |         |               |
| Bart Michiels                 | Bélgica         | 3     | 3      |         |               |
| Bozidar Fele                  | Eslovenia       | 3     | 3      |         |               |
| Edwin Grünholz                | Holanda         | 3     | 3      |         |               |
| Hjalmar Hoekema               | Holanda         | 3     | 3      |         |               |
| Zsolt Bücs                    | Hungría         | 3     | 3      |         |               |
| Ferenc Kénoszt                | Hungría         | 3     | 3      |         |               |
| Károly Tóth                   | Hungría         | 3     | 3      |         |               |
| Alfredo Esposito              | Italia          | 3     | 3      |         |               |
| Dariusz Kaluza                | Polonia         | 3     | 3      |         |               |
| Oldrich Striz                 | República Checa | 3     | 3      |         | 1             |
| Zdenek Volf                   | República Checa | 3     | 3      |         |               |
| Zbynek Mares                  | República Checa | 3     | 3      |         |               |
| Vlastimil Bartosek            | República Checa | 3     | 3      |         |               |
| Arkadiy Belyy                 | Rusia           | 3     | 3      |         |               |
| Olexandr Kosenko              | Ucrania         | 3     | 3      |         |               |
| Taras Vonyarkha               | Ucrania         | 3     | 3      |         |               |
| Andrija Vujovic               | Yugoslavia      | 3     | 3      |         |               |
| Allakhverdi Babaev            | Azerbaiyán      | 2     | 2      |         |               |
| Herman Beyers                 | Bélgica         | 2     | 2      |         |               |
| Abdelhafid El Guir            | Bélgica         | 2     | 2      |         |               |
| Michel Cauberghs              | Bélgica         | 2     | 2      |         |               |
| Nikolai Voitekhovsky          | Bielorrusia     | 2     | 2      |         |               |
| Serguei Motuz                 | Bielorrusia     | 2     | 2      |         |               |
| Josip Palic                   | Croacia         | 2     | 2      |         |               |
| Milan Zolák                   | Eslovaquia      | 2     | 2      |         |               |
| Ján Ivan                      | Eslovaquia      | 2     | 2      |         |               |
| Zoran Tesko                   | Eslovenia       | 2     | 2      |         |               |
| Mamuka Pantsulaia             | Georgia         | 2     | 2      |         |               |
| Ferenc Szekula                | Hungría         | 2     | 2      |         |               |
| András Juhász                 | Hungría         | 2     | 2      |         |               |
| Zoltán Gyóri                  | Hungría         | 2     | 2      |         |               |
| Gabriele Caleca               | Italia          | 2     | 2      |         |               |
| Gianni Faiola                 | Italia          | 2     | 2      |         |               |
| Alexandru Cotlear             | Moldavia        | 2     | 2      |         |               |
| Miroslaw Rypel                | Polonia         | 2     | 2      |         |               |
| Marek Michalak                | Polonia         | 2     | 2      |         |               |
| Tomasz Ciastko                | Polonia         | 2     | 2      |         |               |
| Radoslaw Gradowski            | Polonia         | 2     | 2      |         |               |
| Rui Carlos Semiao Figueiredo  | Portugal        | 2     | 2      |         |               |
| Pedro Miguel Farinha Antunes  | Portugal        | 2     | 2      |         |               |
| Paulo Jorge Ferreira Mota     | Portugal        | 2     | 2      |         |               |
| Marcel Rodek                  | República Checa | 2     | 2      |         |               |
| Jan Horacek                   | República Checa | 2     | 2      |         |               |
| Mikhail Kochtcheev            | Rusia           | 2     | 2      |         |               |
| Temur Alekberov               | Rusia           | 2     | 2      |         |               |
| Valeri Lennikov               | Rusia           | 2     | 2      |         |               |
| Aca Kovacevic                 | Yugoslavia      | 2     | 2      |         | 1             |
| Zeljko Dragoljevic            | Yugoslavia      | 2     | 2      |         |               |
| Baba Askerov                  | Azerbaiyán      | 1     |        | 1       |               |
| Fikret Guseynov               | Azerbaiyán      | 1     | 1      |         |               |
| Natig Mammadkarimov           | Azerbaiyán      | 1     | 1      |         |               |
| Ivan Hechtermans              | Bélgica         | 1     | 1      |         |               |
| Kris Gielens                  | Bélgica         | 1     | 1      |         |               |
| Evgueni Pichtchalo            | Bielorrusia     | 1     | 1      |         |               |
| Igor Baskakov                 | Bielorrusia     | 1     | 1      |         |               |
| Timur Oliyarov                | Bielorrusia     | 1     | 1      |         |               |
| Aleksandr Savintsev           | Bielorrusia     | 1     | 1      |         |               |
| Jozef Strecok                 | Eslovaquia      | 1     | 1      |         |               |
| Imrich Bohumel                | Eslovaquia      | 1     | 1      |         |               |
| Vladimir Nemeckaj             | Eslovaquia      | 1     | 1      |         |               |
| Albin Bratun                  | Eslovenia       | 1     | 1      |         |               |
| Nick Kbiladze                 | Georgia         | 1     | 1      |         |               |
| David Tavartkiladze           | Georgia         | 1     | 1      |         |               |
| Peter Tsaava                  | Georgia         | 1     | 1      |         |               |
| John De Bever                 | Holanda         | 1     | 1      |         |               |
| István Jávor                  | Hungría         | 1     | 1      |         |               |
| Józsek Kis                    | Hungría         | 1     | 1      |         |               |
| Salvatore Zaffiro             | Italia          | 1     | 1      |         |               |
| Massimo Riscino               | Italia          | 1     | 1      |         |               |
| Massimo Quattrini             | Italia          | 1     | 1      |         |               |
| Vladimir Bogatikov            | Moldavia        | 1     | 1      |         |               |
| Vassili Dominika              | Moldavia        | 1     | 1      |         |               |
| Andrzej Antos                 | Polonia         | 1     | 1      |         |               |
| Vitor Manuel Da Silva Marques | Portugal        | 1     | 1      |         |               |
| Paulo Jorge Ribeiro Magalhaes | Portugal        | 1     | 1      |         |               |
| Jaroslav Smetana              | República Checa | 1     | 1      |         |               |
| Václav Wimbersky              | República Checa | 1     | 1      |         |               |
| Yuriy Usakovskyy              | Ucrania         | 1     | 1      |         |               |
| Dusan Djuricic                | Yugoslavia      | 1     | 1      |         |               |
| Zoran Novakovic               | Yugoslavia      | 1     | 1      |         |               |

### Tarjetas
| Jugador                        | Selección       | Total | Expulsado | Amonestado |
| ------------------------------ | --------------- | ----- | --------- | ---------- |
| Rui Mario Malheiro De Meireles | Portugal        | 3     |           | 3          |
| Tomás Neumann                  | República Checa | 3     |           | 3          |
| Rui Carlos Semiao Figueiredo   | Portugal        | 2     | 2         |            |
| José Manuel Belo Fonseca       | Portugal        | 2     | 2         |            |
| Rauf Guseynov                  | Azerbaiyán      | 2     | 1         | 1          |
| Goderdzi Natroshvili           | Georgia         | 2     | 1         | 1          |
| Ferenc Szekula                 | Hungría         | 2     | 1         | 1          |
| Vitor Manuel Da Silva Marques  | Portugal        | 2     | 1         | 1          |
| José Camilo Bessa Da Silva     | Portugal        | 2     | 1         | 1          |
| Olexandr Moskalyuk             | Ucrania         | 2     | 1         | 1          |
| Zoran Przulj                   | Yugoslavia      | 2     | 1         | 1          |
| Nurradin Eyniev                | Azerbaiyán      | 2     |           | 2          |
| Mico Martic                    | Croacia         | 2     |           | 2          |
| Gia Dzhangavadze               | Georgia         | 2     |           | 2          |
| Nick Kbiladze                  | Georgia         | 2     |           | 2          |
| Ivano Roma                     | Italia          | 2     |           | 2          |
| Pedro Miguel Farinha Antunes   | Portugal        | 2     |           | 2          |
| Manuel Jesus Azevedo           | Portugal        | 2     |           | 2          |
| Oldrich Striz                  | República Checa | 2     |           | 2          |
| Serhiy Usakovskyy              | Ucrania         | 2     |           | 2          |
| Andrija Vujovic                | Yugoslavia      | 2     |           | 2          |
| Ivan Hechtermans               | Bélgica         | 1     | 1         |            |
| Dusan Popovski                 | Croacia         | 1     | 1         |            |
| András Juhász                  | Hungría         | 1     | 1         |            |
| Massimo Rinaldi                | Italia          | 1     | 1         |            |
| Igor Mikhailenko               | Moldavia        | 1     | 1         |            |
| Krzysztof Kuchciak             | Polonia         | 1     | 1         |            |
| Oleg Denisov                   | Rusia           | 1     | 1         |            |
| Igor Lichouk                   | Ucrania         | 1     | 1         |            |
| Makhir Eyniev                  | Azerbaiyán      | 1     |           | 1          |
| Samir Mamedov                  | Azerbaiyán      | 1     |           | 1          |
| Bart Michiels                  | Bélgica         | 1     |           | 1          |
| Herman Beyers                  | Bélgica         | 1     |           | 1          |
| Pascal Delree                  | Bélgica         | 1     |           | 1          |
| Serguei Kunitsa                | Bielorrusia     | 1     |           | 1          |
| Evgueni Pichtchalo             | Bielorrusia     | 1     |           | 1          |
| Josip Palic                    | Croacia         | 1     |           | 1          |
| Stjepan Pavlic                 | Croacia         | 1     |           | 1          |
| Dubravko Cavka                 | Croacia         | 1     |           | 1          |
| Mario Svigir                   | Croacia         | 1     |           | 1          |
| Milan Zolák                    | Eslovaquia      | 1     |           | 1          |
| Ján Ivan                       | Eslovaquia      | 1     |           | 1          |
| Peter Brunácky                 | Eslovaquia      | 1     |           | 1          |
| Darko Daljevic                 | Eslovenia       | 1     |           | 1          |
| Boro Ristevski                 | Eslovenia       | 1     |           | 1          |
| Zoran Tesko                    | Eslovenia       | 1     |           | 1          |
| Janko Dolenc                   | Eslovenia       | 1     |           | 1          |
| Bozidar Fele                   | Eslovenia       | 1     |           | 1          |
| Andro Mizandari                | Georgia         | 1     |           | 1          |
| David Tavartkiladze            | Georgia         | 1     |           | 1          |
| Hendrikus Lettinck             | Holanda         | 1     |           | 1          |
| Anouk Roest                    | Holanda         | 1     |           | 1          |
| Michel Wentzel                 | Holanda         | 1     |           | 1          |
| Zsolt Bücs                     | Hungría         | 1     |           | 1          |
| Gábor Bodrogi                  | Hungría         | 1     |           | 1          |
| Ferenc Kénoszt                 | Hungría         | 1     |           | 1          |
| Alfredo Esposito               | Italia          | 1     |           | 1          |
| Salvatore Zaffiro              | Italia          | 1     |           | 1          |
| Gabriele Caleca                | Italia          | 1     |           | 1          |
| Francesco Paolo Fradella       | Italia          | 1     |           | 1          |
| Gianni Faiola                  | Italia          | 1     |           | 1          |
| Andrea Fama                    | Italia          | 1     |           | 1          |
| Alexandre Mikhailenko          | Moldavia        | 1     |           | 1          |
| Alexandru Cotlear              | Moldavia        | 1     |           | 1          |
| Vassili Dominika               | Moldavia        | 1     |           | 1          |
| Miroslaw Rypel                 | Polonia         | 1     |           | 1          |
| Marek Michalak                 | Polonia         | 1     |           | 1          |
| Radoslaw Gradowski             | Polonia         | 1     |           | 1          |
| Andrzej Antos                  | Polonia         | 1     |           | 1          |
| Grzegorz Pniewski              | Polonia         | 1     |           | 1          |
| Kazimierz Kucharski            | Polonia         | 1     |           | 1          |
| Lhé                            | Portugal        | 1     |           | 1          |
| Manuel Jorge Neves Freitas     | Portugal        | 1     |           | 1          |
| Marcel Rodek                   | República Checa | 1     |           | 1          |
| Zbynek Mares                   | República Checa | 1     |           | 1          |
| Václav Wimbersky               | República Checa | 1     |           | 1          |
| Ota Stejskal                   | República Checa | 1     |           | 1          |
| Konstantin Eremenko            | Rusia           | 1     |           | 1          |
| Vadim Iachine                  | Rusia           | 1     |           | 1          |
| Yuriy Mirgorodski              | Ucrania         | 1     |           | 1          |
| Olexandr Kosenko               | Ucrania         | 1     |           | 1          |
| Oleg Solodovnyk                | Ucrania         | 1     |           | 1          |
| Vanja Delic                    | Yugoslavia      | 1     |           | 1          |